# Pura Batubolong

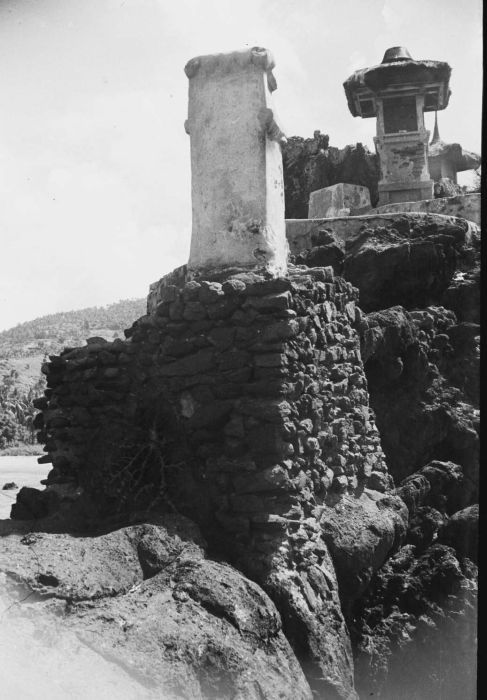
De Pura Batu Bolong aan de kust bij Ampenan (1949).

Pura Batubolong (ook:Pura Batu Bolong) is een hindoetempel ten zuiden van Senggigi. De tempel is gebouwd op een rots in zee die met een natuurlijke brug verbonden is met het vasteland. Batu Bolong is Indonesisch voor gat in de rots. Vanaf de tempel kan, bij goed weer, de berg Agung in Bali worden gezien.